# Knivsta (plaats)
Knivsta is de hoofdplaats van de gemeente Knivsta in het landschap Uppland en de provincie Uppsala län in Zweden. De plaats heeft 7556 inwoners (2005) en een oppervlakte van 422 hectare. De plaats ligt aan de Stockholm-Uppsala spoorlijn 48 km ten noorden van Stockholm en 18 km ten zuiden van Uppsala.
Knivsta was lange tijd de woonplaats van de dichter Corly Verlooghen.

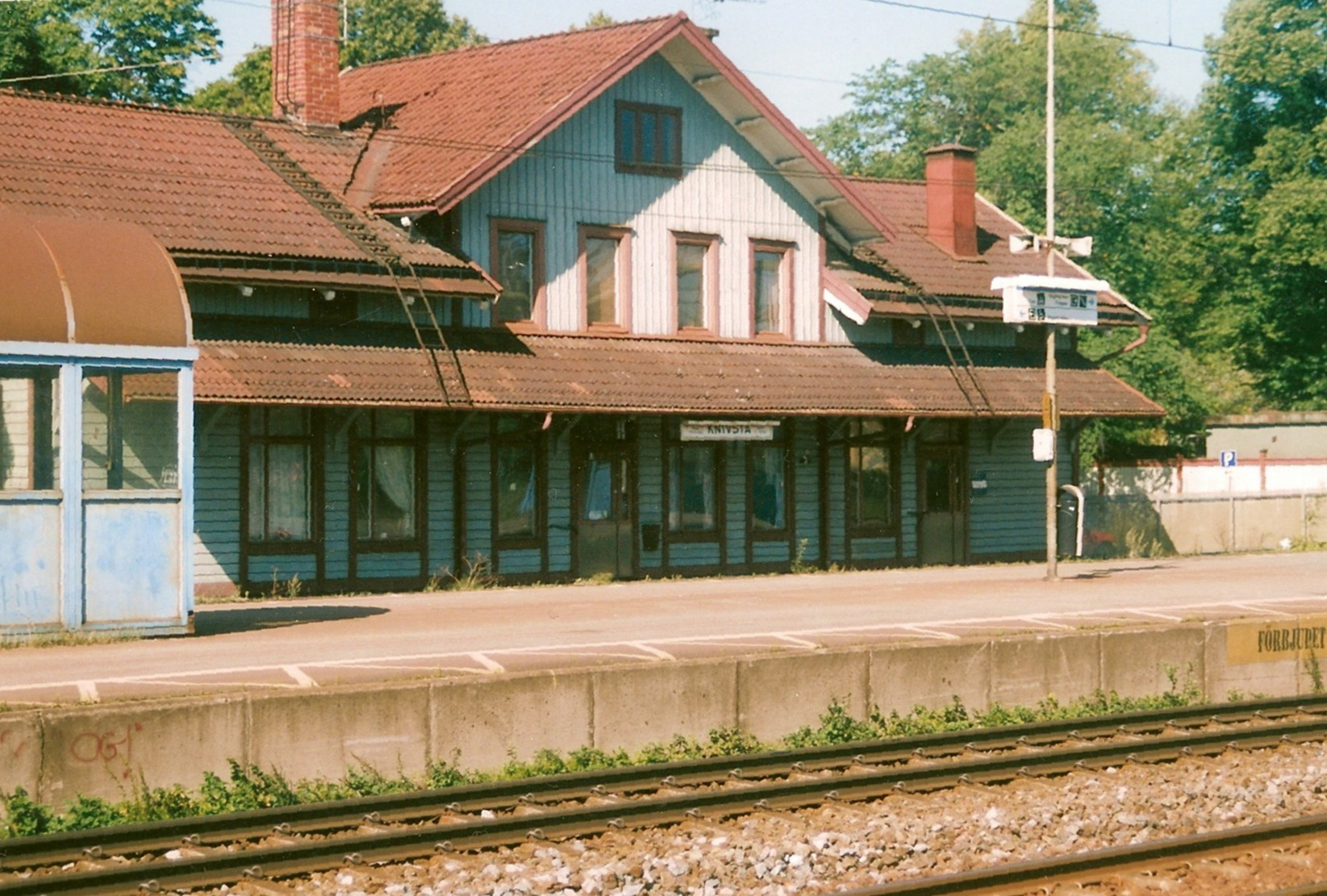
Station van Knivsta

## Verkeer en vervoer
Bij de plaats lopen de E4, Riksväg 77 en Länsväg 255.
De plaats heeft een station aan de spoorlijn Stockholm - Sundsvall.